# Meurtre de Kitty Genovese
Le meurtre de Kitty Genovese s'est déroulé en pleine rue dans la nuit du 13 au 14 mars 1964, près de la maison de la victime dans le quartier de Kew Gardens à New York. Le comportement des témoins et les circonstances du meurtre de Catherine « Kitty » Genovese ont été le point de départ de nombreuses recherches en psychologie sociale qui ont abouti à la formalisation d'un « effet du témoin » ou « effet spectateur ». À la une du New York Times deux semaines plus tard, l'article évoquant ces circonstances a déclenché une énorme polémique.

## Kitty Genovese
Issue d’une famille italo-américaine de la petite bourgeoisie, Kitty, fille de Rachel et Vincent Genovese, était l'aînée de cinq enfants et fut élevée à Brooklyn. À la suite des problèmes professionnels de son père et de la présence de sa mère lors d'un meurtre perpétré devant le domicile familial, la famille quitte New York pour New Canaan en 1954. À ce moment, Kitty a 19 ans et est jeune diplômée du Prospect Heights High School (en) à Brooklyn. Elle décide de rester en ville, endroit où elle avait vécu pendant 9 ans.
Avant sa mort, Kitty Genovese habitait à Kew Gardens, un quartier du Queens, dans un appartement sur l’Austin Street qu’elle partageait avec sa compagne, Mary Ann. Kitty travaillait comme manager au Ev’s Eleventh Hour, un bar dans le Queens, afin d’amasser suffisamment d’argent pour ouvrir son propre restaurant. Elle aimait la musique latino et était très appréciée des clients et des habitants du quartier.

## Meurtre

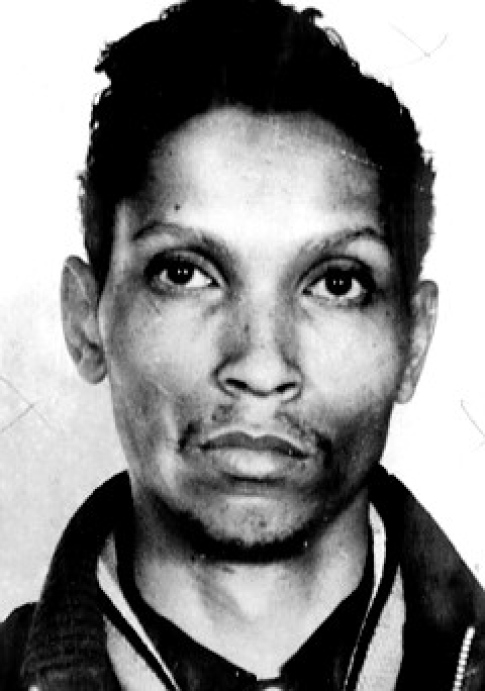
Winston Moseley, condamné pour meurtre et viol de trois femmes.

Dans la nuit du 13 au 14 mars 1964, vers 3 heures du matin, Kitty rentrait de son travail, l’Ev’s Eleventh Hour, dans sa Fiat rouge. Son meurtrier, Winston Moseley, l’aperçut et la suivit — dans sa Corvair blanche de 1960 — jusqu’à Austin Street où Kitty se dirigeait vers l’aire de parking de la station Long Island Railroad.

### Première attaque
Alors que Kitty garait et verrouillait sa voiture, Moseley avait déjà garé la sienne devant un arrêt de bus. Il s’approcha lentement du parking avec un couteau de chasse en poche. En retirant la clé de sa Fiat, Kitty sentit la présence de Moseley et comprit que celui-ci représentait un danger. Sans le regarder, Kitty se précipita et se dirigea alors à vive allure vers la borne d’urgence qui se trouvait à une trentaine de mètres d’elle, à l’angle d’Austin Street et Lefferts Boulevard, afin d’appeler la police. Sur le qui-vive, Moseley se lança aussitôt à sa poursuite. Il la rattrapa à la hauteur d’une petite librairie devant laquelle Kitty hurla au secours une première fois, tout en continuant de courir. En pleine rue et sous un lampadaire, Moseley la frappa alors à deux reprises dans le dos avec son couteau.
Malgré sa volonté de s'en sortir et d'atteindre la borne, Kitty s’écroula finalement et se retrouva à genoux, inclinée vers le sol. Dans l’impossibilité de bouger, elle se rendit vite compte qu’il lui était impossible de s’enfuir. Désespérée, elle recommença à hurler, espérant que quelqu’un lui vienne en aide. Se trouvant à présent derrière sa victime, Moseley s'apprêtait à l’achever quand une voix, celle de Robert Mozer, interrompit son acte.
Selon le témoignage de ce voisin qui habitait l'immeuble aux alentours lors du crime, il fut réveillé par la voix d’une fille qui criait « Au secours, au secours ». Il se leva alors pour regarder par la fenêtre et vit de l’autre côté de la rue une fille à genoux, blessée, et un homme penché sur elle avec un couteau. De sa fenêtre du septième étage, il cria alors en direction de l’agresseur : « Laissez cette fille tranquille ». Ayant pris peur et en voyant des lumières de plusieurs appartements s’allumer, Moseley prit la fuite et disparut du côté de la station du Long Island Railroad où il regagna sa voiture.

### Seconde attaque
À la suite de la fuite de son agresseur, Kitty saisit l’occasion de se relever et prit la direction de l’extrémité de l’immeuble en titubant, puis tourna à l’angle du drugstore. Il est important de souligner que, même si son appartement se trouvait sur Austin Street, les commerces qui occupent le rez-de-chaussée obligent les locataires à contourner l’immeuble pour se rendre au vestibule et à l’escalier desservant leur palier.
En s'apercevant que sa Corvair blanche était garée à un endroit qui pouvait être vu et ainsi reconnu par les voisins, Moseley décida de la déplacer dans la 82e Rue, où elle serait moins visible. En manœuvrant sa voiture, il aperçut Kitty se relever et marcher vers l'immeuble. Au vu de ses blessures, il était persuadé de la retrouver rapidement et de ne pas risquer grand-chose en y retournant. En effet, il estimait que si les voisins avaient eu l'intention d'apporter leur aide à la victime, ils l’auraient probablement déjà fait. De plus, Kitty ne se trouvait à présent plus dans le champ de vision des sauveurs potentiels. Il était ainsi certain qu’aucun des voisins ne verrait la scène.
Ainsi, après avoir remplacé son bonnet par un chapeau, Moseley retourna sur les lieux, à la recherche de sa victime et l'attaqua pour la seconde fois. « Au bout de quelques minutes, ce type est revenu. Il marchait comme si de rien n’était » témoigna Andrée Picq, une voisine habitant un appartement qui donnait sur la librairie d’Austin Street. En effet, Moseley fouinait sur le parking et du côté de la gare afin de retrouver sa proie. Puis il passa derrière l’immeuble. « Alors, bien sûr, je n’ai plus rien vu. Mais j’ai encore entendu deux derniers cris : À l’aide, à l’aide ! » continua Madame Picq. Mais personne n'intervint.
Kitty rejoignit, tant bien que mal, l'entrée de son immeuble Tudor, qui se situait à l'arrière. La porte donnait sur le couloir donnant accès à l’appartement qu’elle partageait avec sa compagne, Mary Ann, qui y dormait profondément. À ce moment, Kitty se croyait en sécurité et sauvée, pensant que les voisins avaient certainement appelé les secours et que ces derniers ne devraient plus tarder. Cependant, Moseley, qui avait suivi les traces de sang jusqu’à l’arrière du Tudor, revint pour sa seconde attaque. Il découvrit alors Kitty, allongée sur le dos, derrière la porte d’entrée. En voyant son agresseur, Kitty recommença à crier. Moseley lui donna alors neuf coups de couteau dans la poitrine et l’estomac et lui enfonça finalement le poignard dans la gorge. « Après ça, elle n’a plus crié. Elle n’a plus fait que gémir » raconta Moseley lors de son procès.
À moitié morte, Kitty ne se débattait plus. Moseley la viola alors et emporta avec lui des clés, des pilules, du maquillage et les quarante-neuf dollars de Kitty.
Lors de l’acte final, Sophie Farrer, qui occupait l’appartement à côté de Kitty et Mary, appela la police. Bien qu’elle fût réveillée par les cris de la première attaque, elle ne prit conscience de l’événement que lorsque Karl Ross, un autre occupant de Tudor, lui rapporta les faits par téléphone. Ce dernier avait vu, de la cage d’escalier, que Kitty s’était fait poignarder. En effet, « une porte de palier s’est ouverte puis refermée… J’ai jeté un œil vers la cage d’escalier, mais je n’ai vu personne » se rappela Moseley. Au lieu d’appeler la police ou de chasser l’agresseur, Karl retourna dans son appartement en prenant soin de verrouiller la porte. Ne sachant pas quoi faire, il téléphona d’abord à sa petite amie pour lui demander son avis. Celle-ci lui déconseilla d’intervenir de quelque façon que ce soit et d’aller se coucher. Toutefois, Karl jugeait la situation grave et décida d’appeler la voisine de Kitty, Sophie Farrer. Cette dernière n’hésita pas une seconde à appeler les secours et se rua dans l’escalier pour porter secours à Kitty qui gisait sur le sol. Les policiers et l’ambulance mirent à peine cinq minutes pour arriver sur les lieux et transportèrent la victime vers l’hôpital. Kitty mourut de ses blessures avant d’arriver aux urgences.
Pendant cette seconde attaque, plusieurs habitants de l'immeuble de Kitty furent réveillés par le bruit de l’agression. Les témoins présents avouèrent par la suite qu’ils étaient au courant que quelque chose se passait, à cause des bruits et des appels à l'aide lancés par Kitty. Une femme reconnut qu’elle avait suivi l’agression jusqu'au bout avec son mari, mais qu’elle interdisait à ce dernier d’intervenir. Selon un autre témoin, il faisait trop froid pour mettre les pieds dehors. Un autre témoin croyait, lui, qu’il s’agissait d’une querelle amoureuse ; et un dernier est allé jusqu’à monter le son de sa radio pour ne plus entendre les cris de détresse.

## Arrestation du meurtrier Winston Moseley
Winston Moseley, un mécanographe afro-américain, né le 2 mars 1935, marié et père de deux enfants, fut arrêté six jours après le meurtre de Kitty Genovese. Son arrestation eut lieu lorsqu'il tenta de cambrioler une villa sur la 102e Rue, non loin du lieu du meurtre de Kitty. Moseley, de par son comportement, attira l’attention du voisin de la villa, Raoul Clary. Ce dernier se rendit rapidement compte qu’il s’agissait d’un cambriolage et appela la police. Afin de l’empêcher de s’enfuir, Clary retira la tête de distributeur de la Corvair blanche de Moseley. À son retour, Moseley s'aperçut que sa voiture était en panne et prit la fuite à pied. La police arriva aussitôt et parvint à intercepter le cambrioleur.
Alors que Moseley était détenu pour cambriolage, un des policiers fit le rapprochement entre sa Corvair blanche et celle que les témoins du meurtre de Kitty Genovese disaient avoir vu. Sans aucune réticence apparente, il avoua alors être l’auteur du meurtre de Kitty Genovese et ajouta qu’il était également responsable de l’assassinat et du viol de Annie Mae Johnson (mère de deux enfants) ainsi que de celui de Barbara Kralik, une adolescente âgée de 15 ans.
Le meurtrier avoua qu’il passait des nuits dans sa Corvair à chercher et à repérer une victime. Quant à la question des critères du choix, Moseley répondit qu’il ne visait personne en particulier et tuait sa victime sans raison particulière. Il ajouta cependant que sa préférence allait aux femmes qui ne se défendaient et ne se débattaient pas et, contrairement aux autres tueurs, qu'il « jouissait pleinement des victimes mortes ». Après avoir tué sa victime, il continuait l'agression sexuelle. À chaque fois qu’il commettait un crime, il rentrait chez lui puis se rendait au travail le lendemain, comme si rien ne s’était passé. Il ne se sentait pas concerné et n’affichait aucun remords quant à ses actes commis. Selon son patron, Moseley était un travailleur appliqué et ponctuel.

## Procès
Lors de son procès, Moseley, se montrant très coopératif comme un « homme responsable de ses actes » qui n’avait rien à dissimuler, relata en détail les faits commis sur les trois jeunes femmes. En ce qui concerne les témoins, seuls Robert Mozer, Sophie Farrar, Samuel Koshkin, Irène Frost et Andrée Picq furent convoqués au tribunal pour expliquer leur absence de réaction. Jugée choquante par les citoyens, celle-ci pouvait en effet faire apparaître le meurtrier comme moins abject qu’il ne l’était en réalité.
Le 15 juin 1964, Moseley fut déclaré coupable de meurtre au premier degré et condamné à la peine de mort. À la suite de cette annonce « un tonnerre d'applaudissements et d’acclamations enthousiastes salua ces mots », alors que le coupable s'en montrait plutôt ennuyé.
Incarcéré à la prison de haute sécurité d’Attica de New York pendant trois ans, Moseley attendit que son affaire aille en appel. Ses défenseurs fondèrent leur argumentation sur le fait que le juge n’avait pas pris en considération la possibilité d’une aliénation mentale et fit valoir une schizophrénie qui empêcherait leur client de distinguer le bien du mal, agissant ainsi de manière irresponsable.
La pression populaire ne changea rien, puisque la négligence d’un état mental altéré lors du premier procès et la façon anormale dont Moseley relatait les faits aboutirent, le 1er juin 1967, à ce que sa peine de mort fût commuée en détention à perpétuité, assortie d’une peine de sûreté de vingt ans, bien que la validité et la fiabilité de cet argument ne fussent pas partagées par les experts, dont le Dr Frank A. Cassino qui rappelait que « la nuit du meurtre de Kitty, Moseley avait été parfaitement capable d’apprécier clairement la situation, d’en envisager toutes les conséquences possibles, et que son comportement n’avait jamais été celui d’un homme en proie à des hallucinations ou à un délire psychique ».
En 1968, alors que Moseley se trouvait dans une ambulance à la suite de l’insertion d’un objet métallique dans son rectum, qu’il s’était lui-même infligée, il parvint à s’échapper et à s’emparer d’une arme à feu après avoir assommé les gardiens. Il trouva refuge dans un appartement dans les faubourgs de Buffalo, où il prit en otage un couple, les Snodgrass. Il les violenta et les séquestra pendant 48 heures jusqu’à ce qu'il se fasse de nouveau capturer par un agent du FBI, Neil Welch.
Winston Moseley meurt en prison le 28 mars 2016, à l'âge de 81 ans.

## Syndrome national

### Article duNew York Times
Le 27 mars 1964, un article de Martin Gansberg intitulé « Les 38 témoins du meurtre qui n'ont pas appelé la police » paraît en première page du New York Times. L'article débute ainsi : « Durant plus d'une demi-heure, 38 citoyens honnêtes et respectables du Queens ont regardé un tueur suivre et poignarder une femme, au cours de trois attaques distinctes, dans Kew Gardens ». L’article accusait la lâcheté et l’indifférence des trente-huit témoins présents dont l’intervention aurait pu éviter le déroulement du drame. Le crime passa alors du rang des faits divers à celui de syndrome national.
L'article de Martin Gansberg se termine par des témoignages anonymes de voisins interrogés sur les raisons qui ont fait qu'ils n'ont pas prévenu la police. Les raisons de leur non-intervention furent choquantes. Ils déclarèrent ainsi : « Nous pensions qu'il s'agissait d'une querelle d'amoureux », « Franchement, nous avions peur » ou encore « J'étais fatigué, je suis retourné me coucher. ».
Si les meurtres comme celui perpétré sur Kitty Genovese n’ont rien de surprenant dans le quotidien américain, ce sont les circonstances du meurtre qui ont attiré l’attention des citoyens américains. Ces derniers furent choqués par l'indifférence des témoins pendant l’agression, et ceci a généré des controverses importantes aux États-Unis. Pour expliquer les raisons de cette inaction de la part des témoins, certains professeurs et prêtres évoquèrent les concepts d'« apathie » et de « déshumanisation » comme explications. L’ampleur de l’article était telle qu’il mettait dans l’ombre d’autres affaires de plus grande envergure comme l'assassinat de Janice Wylie et d’Emily Hoffert (en) ou l’investigation sur l'attentat contre Kennedy. A. M. Rosenthal publia plus tard un court livre intitulé Thirty Eight Witnesses.

### Remise en cause de la version duNew York Times
D’autres sources récentes considérèrent les faits rapportés par le New York Times comme fortement exagérés et non fondés. Ainsi, s'appuyant sur le dossier du procès du meurtrier Winston Moseley, Joseph De May, un historien local, a proposé une version bien différente des faits. Revenant sur l'impact qu'a eu ce meurtre sur les recherches en science sociale, Manning, Levine et Collins ont utilisé le travail de recherche mené par Joseph De May.
Concernant le meurtre de Kitty Genovese, Joseph De May précise tout d'abord deux points. Premièrement, l'attaque ne s'est pas déroulée en trois temps mais en deux, ce que le New York Times a d'ailleurs corrigé ultérieurement. Winston Moseley a d'abord agressé Kitty Genovese dans la rue avant de revenir la poignarder dans le hall de l'immeuble. Deuxièmement, et contrairement à ce qui est écrit dans l'article, Kitty Genovese était encore vivante quand la police est arrivée.
Ensuite, il précise que le nombre de témoins semble avoir été grandement exagéré par le journaliste. Charles Skoller, l'assistant du procureur qui s'était lui-même déclaré choqué par l'apathie des témoins dans l'article du New York Times, est loin d'en dénombrer 38 comme dans l'article : « nous n'avons trouvé qu'une demi-douzaine de témoins qui ont vu ce qui se passait, et que nous pouvions utiliser ». Cinq résidents d'Austin Street seulement (Robert Mozer, Andrée Picq, Irene Frost, Samuel Koshkin, Sophie Farrar) ont été appelés à témoigner au cours du procès.
Enfin, selon De May, rien ne permet d'être certain que cette demi-douzaine de témoins de la première attaque ait compris de quoi il retournait exactement. Dans les témoignages produits lors du procès, personne n'a déclaré avoir vu Kitty Genovese être poignardée. Irene Frost a déclaré avoir vu l'agresseur et la victime « debout à proximité l'un de l'autre, pas en train de se battre ou quoi que ce soit de ce genre » avant de retourner se coucher. Robert Mozer, quant à lui, déclare avoir « regardé par sa fenêtre de l'autre côté de la rue et vu cette femme en face de la librairie, agenouillée, et le type agenouillé au-dessus d'elle ». Il déclare avoir crié de sa fenêtre sur l'agresseur qui, prenant peur, se serait enfui. Cette déclaration est confirmée par un autre témoin, Andrée Picq. Kitty Genovese s'est ensuite relevée et a tourné le coin de la rue pour rejoindre l'entrée de son immeuble. La seconde agression a eu lieu dans le hall de son immeuble, qui n'était visible que d’un seul des appartements des témoins du drame.
Selon l'article du New York Times, la police n'a pas été appelée tout au long de cette agression. Cette version est contredite par plusieurs témoins qui assurent avoir appelé la police à la suite de la première agression. Un homme, âgé de 15 ans à l'époque des faits et devenu entre-temps policier, a notamment juré sous serment que son père avait bel et bien prévenu la police après la première agression. Il est à noter que le numéro d'urgence 911 n'existait pas à l'époque et que les faits se sont déroulés à proximité d'un bar, fermant à 4 h du matin, qui faisait souvent l'objet de plaintes pour nuisances. Ceci pourrait expliquer, selon les auteurs de l'article, que les voisins étaient habitués à un certain tapage au milieu de la nuit et également que les policiers ne se soient pas déplacés à la suite des appels à proximité de ce lieu.
Manning, Levine et Collins notent que cette présentation erronée s'est perpétuée via les manuels d'introduction à la psychologie mais également au travers de références culturelles constantes. Les auteurs font référence au film Les Anges de Boston mais on pourrait citer, en France, le livre de Didier Decoin ou le film réalisé par Lucas Belvaux 38 Témoins. Ils jugent que l'affaire Kitty Genovese est devenue à la fois une « parabole » et une « légende urbaine ». Ils précisent que cela ne remet pas en cause les nombreuses recherches en sciences sociales sur l'effet du témoin, qui ont été menées par la suite par Darley et Latané notamment.
Le professeur à l'université Fordham Harold Takooshian a organisé un certain nombre de symposiums sur le cas de Genovese, y compris : "Se souvenir de Catherine" Kitty "Genovese : un forum public" pour marquer le quarantième anniversaire de l'événement. Parmi les participants au panel se trouvaient le rédacteur en chef et éditorialiste du New York Times, A.M. Rosenthal (1922-2006), qui fut si ému par l'affaire qu'il écrivit «Trente-huit témoins : l'affaire Kitty Genovese», ce qui amena l'attention du monde entier sur l'incident, Charles Skoller, le procureur du crime et auteur de «Twisted Confessions : l'histoire vraie derrière le Kitty Genovese et Barbara Kralik Murder Trials», et plusieurs autres experts dans le domaine.
La présentation d'origine par le New York Times, l'indifférence des témoins et la version donnée par la police sont également fortement remises en cause par l'économiste Steven Levitt et le journaliste Stephen J. Dubner, qui, s'appuyant notamment sur les travaux de Joseph De May, font de la façon dont l'événement a été traité à l'époque une étude de cas dans un essai sur l'altruisme présenté dans leur livre "SuperFreakonomics" (en).

## Effet du témoin
Le meurtre de Kitty Genovese fut les prémices d’un phénomène désormais considéré comme iconique et incontournable dans le domaine de la psychologie sociale : l'effet du témoin. En 1968, John Darley et Bibb Latané ont démontré pour la première fois l'effet du témoin en laboratoire. Les résultats détaillés figurent dans leur ouvrage « The Unresponsive Bystander: Why Doesn't He Help? » paru en 1970.
Les premières recherches de ces auteurs montrent que la probabilité de secourir une personne en détresse est plus élevée quand l’intervenant se trouve seul que quand il se trouve en présence d’autres personnes. Cet effet contre-intuitif s’explique par l’idée d’une diffusion de responsabilité qui se met en place parmi les personnes présentes et que la perception et la réaction des témoins sont ainsi affectées par la présence des autres (réelle ou non).

## Dans la culture populaire
Le crime a inspiré l'intrigue des films L'Homme des hautes plaines (Clint Eastwood, 1973) et 38 témoins (Lucas Belvaux, 2012).
Ce crime ainsi que sa médiatisation sont à l'origine du nihilisme du personnage de Rorschach, dans le comic Watchmen. Par ailleurs, son masque est fait à partir d'une robe que Kitty avait renvoyée à l'usine de couture où il travaillait.
Didier Decoin relate également ce crime dans son livre Est-ce ainsi que les femmes meurent ?

### Filmographie
- The Witness (film, 2016) , film documentaire américain du réalisateur James D. Solomon